# 黒田美保
黒田 美保（くろだ みほ、1958年 - ）は、日本の研究者。田園調布学園大学人間科学部心理学科教授。
主に自閉スペクトラム症の研究を行っている。また、自由ヶ丘こころの発達研究所LIBOの所長として、幼児の対人コミュニケーション支援にも取り組む。旧姓・樋原。

## 来歴
岡山県立岡山朝日高等学校、同志社大学文学部心理学科を卒業後、同大学院文学研究科に進学するが、関西電力病院勤務のため一年で中退。神経科で心理士として勤務した。その後結婚し、しばらく専業主婦をしていたが、1997年より東京都大田区立子ども発達センター「わかばの家」に公務員の心理士として復職。
その後、発達障害について学ぶため、東京学芸大学大学院に進学。自閉症研究で知られる太田昌孝の研究室に所属し、2年間で修士号（教育学）を取得。太田の退官後、サイモン・バロン＝コーエンと共同研究を行っていた若林明雄のもとで研究するため、千葉大学大学院の博士課程に入学した。入学した年の8月から、ロータリー財団奨学金を得て、アメリカ・ノースカロライナ大学医学部TEACCH部門（自閉症研究部）に1年間留学（2005～2006年）。
帰国後、国立精神・神経医療研究センター精神保健研究所の研究員として勤務しながら、千葉大学大学院の博士課程を単位取得退学。その翌年、博士論文を提出し博士号（学術）を取得。
2011年より東京大学大学院医学系研究科（脳神経医学専攻）に進学し、発達障害の研究を行う「こころの発達医学分野」に所属。医学部の博士課程（4年間）を修了し、博士号（医学）を取得した。
大学院在学中から大学で准教授として勤務し、臨床活動として、よこはま発達クリニックや東京大学医学部附属病院こころの発達診療部などの医療機関で非常勤として働いた。
その後、東京大学大学院の客員教授、名古屋学芸大学の教授などを経て、2023年4月より現職。

## 役職
- 2008年6月 - 2010年3月 
  - 国立精神・神経医療研究センター 精神保健研究所児童青年精神保健研究部 研究員[2]
- 2010年4月 - 2011年3月 
  - 東海学院大学 人間関係学部 准教授
- 2011年4月 - 2014年3月 
  - 淑徳大学 総合福祉学部実践心理学科 准教授
- 2014年4月 - 2016年4月 
  - 福島大学 子どものメンタルヘルス支援事業推進室 教授
- 2015年4月 - 2019年3月 
  - 東京大学大学院 教育学研究科 客員教授
- 2015年4月 - 現在 
  - 昭和大学発達障害医療研究所 客員教授
- 2016年4月 - 2020年3月 
  - 名古屋学芸大学ヒューマンケア学部 子どもケア学科・同大学院子どもケア研究科 教授[3]
- 2016年6月 - 現在 
  - 浜松医科大学 子どものこころの発達研究センター 客員教授
- 2018年9月 - 現在 
  - 北海道大学大学院医学院 客員教授
- 2020年4月 - 現在 
  - 帝京大学 文学部 心理学科・同大学院 文学研究科 教授
- 2023年4月 - 現在 
  - 田園調布学園大学 人間科学部・同大学院 人間学研究科 教授
- 2024年 - 現在
  - 田園調布学園大学 人間学研究科 心理相談室室長[8]

## 資格
- 博士（医学）
- 博士（学術）
- 公認心理師
- 臨床心理士
- 臨床発達心理士

## 論文
- 日本語版反復的行動尺度修正版(RBS-R)の信頼性・妥当性に関する検討（2012年）
- WAIS-IIIにみられる自閉症スペクトラム障害成人と精神疾患成人の反応内容の相違（2013年）
- 日本版Vineland-II適応行動尺度の開発 適応行動尺度の測定精度の検討（2013年）
- 研究と報告 日本版短縮感覚プロフィールの標準化-標準値および信頼性･妥当性の検討（2015年）
- 日本版青年・成人感覚プロフィールの標準化：信頼性および標準値の検討（2016年）
- 成人の発達障害者を対象とした地域の援助資源を活用するためのプログラム開発（2021年）
- JASPERに基づく早期介入が自閉スペクトラム症幼児の言語発達におよぼす効果 : 1事例の予備的検討を通して—（2021年）
- 社会的コミュニケーションのアセスメント技法SPACEの妥当性に関する予備的検討（2021年）
- 自閉スペクトラム症児の保護者を対象としたペアレントトレーニングについての研究動向 ～育児ストレスの軽減に注目して～（2022年）
- 研修を通しての保育士のJASPERプログラムへの期待 : 保育士への質問紙調査から—（2022年）
- 発達障害の研修実施に関する実態調査と支援者養成のための研修プログラム開発（2022年）
- 小児リハビリテーションに必要な評価法(6)日本版Vineland-Ⅱ適応行動尺度—Vineland Adaptive Behavior Scale Second Edition（2023年）
- 発達支援における包括的アセスメント—特集 発達のプリズム : 神経発達から多様性の道筋をたどる （2023年）
- 超早産児の社会性の発達に対する介入についての検討（2023年）

## 著書
単著
- 公認心理師のための発達障害入門[9]

監修
- 発達障害のある人の「ものの見方・考え方」

コラム
- 発達障害の子どもに伝わることば（著者：川﨑聡大）

編著
- これからの発達障害のアセスメント -支援の一歩となるために-
- これからの現場で役立つ臨床心理検査【事例編】
- これからの現場で役立つ臨床心理検査【解説編】

翻訳
- 『自閉症:ありのままに生きる ～未知なる心に寄り添い未知ではない心に～』
  - 原題：『Unstrange Minds』
  - 著者：Roy Richard Grinker
- 『発達障害支援に生かす 適応行動アセスメント』
  - 原題：『Essentials of Adaptive Behavior Assessment of Neurodevelopmental Disorders』
  - 著者：Celine A. Saulnier, Cheryl Klaiman
- 『自閉症スペクトラム障害の診断・評価必携マニュアル』
  - 原題：『Essentials of Autism Spectrum Disorders Evaluation and Assessment』
  - 著者：Celine A. Saulnier, Pamela E. Ventola
- 『発達障害児のためのSST』
  - 原題：『Social Skills Training for Children with Asperger Syndrome and High-Functioning Autism』
  - 著者：Susan W. White
- 『ソーシャルシンキング』
  - 原題：『Thinking About YOU Thinking About ME』
  - 著者：Michelle Garcia Winner
- 『カンデル神経科学　第2版』
  - 原題：『Principles of Neural Science, Sixth Edition』
  - 該当章：第62章「社会的認知に影響を与える障害：自閉スペクトラム症」

## メディア出演
記事
- 日経xwoman「子どもの気になる発達の課題 特集」（2016年5月12日）[11]
- PRESIDENT「なぜ日本の学校は｢発達障害の子｣に冷たいのか」（2019年11月29日）[12]
- NHK NEWS WEB「覚えておくことが苦手な僕は写真で日常の記憶を残す」（2022年8月19日）[13]